# NN-79
La carretera NN‑79 es una vía colectora secundaria ubicada en el departamento de Matagalpa. Su trayecto une la comunidad rural de Las Lajas con el municipio de San Ramón, facilitando el transporte local y el acceso a servicios básicos.

## Trazado y cruces
| km   | Localidad / Punto  | Departamento | Conexión / Ruta |
| ---- | ------------------ | ------------ | --------------- |
| 0,0  | Las Lajas          | Matagalpa    | NN 78           |
| 5,1  | Comunidad El Rodeo | Matagalpa    | Camino rural    |
| 10,6 | San Ramón          | Matagalpa    | NIC 3           |

## Coordenadas
Uno de los tramos de la NN‑79 puede ser encontrado en las coordenadas: 12°45′49″N 85°32′52″O / 12.7635, -85.5477